# Aberdeen Lake
Aberdeen Lake är en sjö i Kanada. Den ligger i territoriet Nunavut, i den centrala delen av lande. Aberdeen Lake ligger 75 meter över havet. Arean är 1 100 kvadratkilometer. Den sträcker sig 43,3 kilometer i nord-sydlig riktning, och 93,1 kilometer i öst-västlig riktning.
Trakten runt Aberdeen Lake är nära nog obefolkad, med mindre än två invånare per kvadratkilometer. Sjön bildar med Beverly Lake och Schultz Lake en kedja av långsträckta sjöar. De ligger i en 2987 km² stor sänka som avvattnas av Thelon River. Sjön är uppkallad efter General Lord Aberdeen.